# Anna Maria Maciel
Anna Maria Ferreira Maciel (Iranduba, 20 de março de 1941) é uma socióloga brasileira, viúva do 22.º vice-presidente do Brasil, Marco Maciel. Foi a segunda-dama do país de 1995 a 2003 e primeira-dama de Pernambuco entre 1979 e 1982.

## Família e infância
Nascida em Acajatuba, comunidade do município de Iranduba, no interior do Amazonas, como a décima quarta filha do cearense André Rodrigues de Souza e de Araminthas de Souza Ferreira. Na altura de seu nascimento, sua mãe foi acometida por uma doença que agravou seu quadro clínico, vindo a falecer após todos os procedimentos necessários naquela época. Desse modo, foi criada pela avó Maria Rodrigues de Souza.
Os seus bisavós estabeleceram-se na região amazônica após um longo período de seca que assolou o sertão do nordeste no fim do século XIX.
Uma de suas tias, Enedina, casou-se com um funcionário do Branco do Brasil, Sávio Benevides, que atuava a cada cidade que fosse ordenado conforme a transferência, passando primeiramente por Parintins, depois em Obidos, no Pará. Em seguida foi transferido para Aracati, no Ceará, e, posteriormente, para o agreste pernambucano, na cidade de Caruaru.

## Estudos
Anna Maria havendo concluído seus estudos primários no Amazonas, partiu para Recife de navio ao encontro dos tios. Nesse mesmo período, um de seus primos faleceu de febre tifoide, deixando sua tia abalada emocionalmente. Em meados de fevereiro de 1957, chegou no destino que lhe abrigara. Pelo fato de nunca ter saído de seu berço amazonense, e pelo desconforto com o novo clima semiárido que viveria, Anna Maria encontrou-se em lágrimas.
Nesse período, começou a frequentar o colégio mais tradicional de Caruaru, o do Sagrado Coração, mas não foi tão adiante. Sua família resolveu leva-la para a capital do Estado, Recife, a fim de que não perdesse o interesse pelos estudos, pois no interior em que até então morava, era requisitada em bailes, encontro de jovens e aniversários pela razão de sua inquietude perante a nova realidade que lhe fora atribuída.
Em 1959, chegou em Recife e foi morar na avenida Conde de Boa Vista, endereço perto de onde a família de Marco Maciel morava. Passou então a estudar no Colégio São José, conceituado na capital e em todo Estado. Logo nos primeiros meses, morou com uma amiga, voltando a viver com a família em Recife após uma nova transferência de seu tio. No ano seguinte, prestou vestibular em ciências sociais e filosofia, iniciando uma nova fase no campo acadêmico.

## Vida acadêmica
Na Universidade Federal de Pernambuco, conheceu o jovem Marco Antônio que cursava direito e era presidente do Diretório Central dos Estudantes (DCE) de Pernambuco, que buscava a reeleição. A eleição tinha um impasse na votação, pois Sílvia Suassuna, representante da faculdade de filosofia, era adepta ao grupo formado por Marco Maciel, seu amigo, mas estava sendo obrigada a votar em outra chapa. Com isso, houve um acordo em que ela se afastou e Anna Maria assumiu seu lugar, dando vantagem para a chapa de Maciel. Após pressão dos alunos de filosofia exigindo um representante do curso na chapa em vantagem, Anna Maria foi eleita segunda-secretária do DCE.

## Namoro com Marco Maciel
Com a aproximação criada dentro do DCE, e com as ideias vanguardistas e estilo hiperativo, Anna Maria começou a ter ainda mais afeição por Marco Maciel. Passando por encontros frequentes que os levaram à um contato ainda maior, começaram a nutrir sentimentos mútuos que os levaram até o namoro, que durou cinco anos. Durante esse tempo, Anna Maria sempre questionou o temperamento tímido e introspectivo de Marco Antônio, contraponto para a carreira política que ele almejava.

### Noivado e casamento
Noivaram e Maciel, já deputado estadual, conseguiu um financiamento de 15 anos e comprou uma casa. O casal contraiu núpcias em 28 de dezembro de 1967, na Igreja do Espinheiro, numa cerimônia celebrada pelo padre Melo e por um frade da Ordem dos Carmelitas, dom Eliseu. Como lua de mel, viajaram para o Rio de Janeiro e Salvador. Tiveram três filhos: Gisela, nascida em 1968; Cristiana, nascida em 1972; e João Maurício, nascido em 1972. Os dois últimos, nasceram já em Brasília.

## Trabalho na SUDENE
Já formada em ciências sociais, Anna Maria prestou concurso da Superintendência do Desenvolvimento do Nordeste (SUDENE), que, sendo aprovada, foi trabalhar no setor de Recursos Humanos, na qual fazia pesquisas sociais.

## Primeira-dama de Pernambuco
Anna Maria veio a tornar-se primeira-dama de Pernambuco em 15 de março de 1979, com a posse do marido. Durante o governo de Marco Maciel, viveu intimamente momentos decisivos da história política Estado. Participou de campanhas, inauguração de adutoras e projetos assistenciais.

O gabinete do governador era em baixo da residência e ele se empolgava e não tinha hora para subir, nem para comer, descansar, era horrível. O Palácio daqui (Campo das Princesas), eu me agradava muito, quando às vezes eu ficava de madrugada esperando ele chegar do interior e ficava sentada na sala virada para frente olhando a passarada na Praça da República. Quando amanhece, ali enche de pássaro e é lindo. Sou fascinada por pássaro. Eu queria acariciar os pássaros, mas eles não chegavam perto.— Anna Maria Maciel. 

## Segunda-dama do Brasil
Com a posse de Marco Maciel em 1 de janeiro de 1995 como vice-presidente de Fernando Henrique Cardoso, Anna Maria se tornou segunda-dama do Brasil, substituindo depois de um período de dez anos, a ex-segunda-dama Marly Sarney.
Participou da cerimônia em homenagem à visita do presidente da República da Itália, Oscar Luigi Sacalfaro e da primeira-dama Marianna Scalfaro, em 26 de junho de 1995, ao lado do marido Marco Maciel, do presidente FHC e da primeira-dama Ruth Cardoso.
Em 5 de junho de 1998, foi madrinha do submarino da Classe Tupi, o S Tapajó (S-33), sendo o primeiro submarino a poder utilizar tal nome na Marinha do Brasil, pois é uma homenagem ao rio Tapajós.

## Homenagens
- Recebeu da Assembleia Legislativa de Pernambuco, o título de Cidadã de Pernambuco, em 15 de dezembro de 2003.[9]